# Mezmerize
Mezmerize és el quart àlbum de System of a Down i el primer del doble disc Mezmerize/Hypnotize. Va ser publicat el dia 17 de maig de 2005, sis mesos abans de l'àlbum Hypnotize. Degut a la diferència de temps entre els dos llançaments, l'àlbum agafa el nom d'una de les lletres de Hypnotize, una cançó de l'àlbum Hypnotize. Mezmerize i Hypnotize van ser enregistratsmdurant el mateix període. La majoria de cançons de l'àlbum estan cantades per Daron Malakian, compartint el protagonisme amb el cantant Serj Tankian.
L'àlbum debutà com a número 1 en 12 països, incloent l'americana Billboard 200, i ha rebut un disc de platí per la RIAA.

## Llista de cançons
- Totes les cançons han estat compostes per Daron Malakian i Serj Tankian, excepte on hi digui el contrari.

1. "Soldier Side - Intro" (Lletra i música: D. Malakian) – 1:03
2. "B.Y.O.B." – 4:15
3. "Revenga" – 3:48
4. "Cigaro" – 2:11
5. "Radio/Video" (Lletra i música: D. Malakian) – 4:09
6. "This Cocaine Makes Me Feel Like I'm On This Song" – 2:08
7. "Violent Pornography" (Lletra i música: D. Malakian) – 3:31
8. "Question!" (Lletra: S. Tankian, Música: S. Tankian/D. Malakian) – 3:20
9. "Sad Statue" – 3:25
10. "Old School Hollywood" (Lletra i música: D. Malakian) – 2:56
11. "Lost in Hollywood" – 5:20

## Crèdits
- Daron Malakian - Guitarres, veu
- Serj Tankian - Veu, teclat
- Shavo Odadjian - Baix elèctric
- John Dolmayan - Bateria
- Produït per Rick Rubin i Daron Malakian
- Mesclat per Andy Wallace
- Enginyer: David Schiffman
- Editat per Jason Lader i Dana Neilsen
- Assistent d'enginyer: Phillip Broussard
- Tot els dibuixos i imatges els ha fet Vartan Malakian
- Disseny: System of a Down i Brandy Flower
- Arranjament de cordes: Serj Tankian i Mark Mann
- Representació mundial: Velvet Hammer Music i Management Group
- Enginyer de protocols de mescla: John O'Mahony
- Assistents d'enginyers de mescla: Steve Sisco (Soundtrack) & Joe Peluso (Enterprise)
- Coordinador de la producció de l'àlbum: Lindsay Chase/Braden Asher
- Lloc d'enregistrament: The Mansion, a Laurel Canyon (Los Angeles, Califòrnia) i Akademie Mathematique of Philosophical Sound Research (Los Angeles, Califòrnia)
- Mesclat a Soundtrack Studios, Nova York, i a NY And Enterprise Studios, Los Angeles (Califòrnia)
- Masteritzat per Vlado Meller a Sony Music Studios, Nova York, NY

## Posicions a les llistes

### Àlbum
Billboard (Nord Amèrica)
| Any  | Llista            | Posició |
| ---- | ----------------- | ------- |
| 2005 | The Billboard 200 | 1       |

### Senzills
Billboard Music Charts (Nord Amèrica)
| Any  | Senzill     | Llista                 | Posició |
| ---- | ----------- | ---------------------- | ------- |
| 2005 | "B.Y.O.B."  | Modern Rock Tracks     | 4       |
| 2005 | "B.Y.O.B."  | Mainstream Rock Tracks | 4       |
| 2005 | "B.Y.O.B."  | The Billboard Hot 100  | 27      |
| 2005 | "Question!" | Modern Rock Tracks     | 9       |
| 2005 | "Question!" | Mainstream Rock Tracks | 7       |

## Certificacions
| País   | Certificació | Ventes  |
| ------ | ------------ | ------- |
| Canadà | 3x Platinum  | 300,000 |